# Ghiacciaio Morley
Il ghiacciaio Morley è un ripido ghiacciaio situato sulla costa di Oates, nella regione nord-occidentale della Dipendenza di Ross, in Antartide. In particolare, il ghiacciaio, il cui punto più alto si trova a circa 1600 m s.l.m., ha origine nella parte occidentale della dorsale degli Esploratori, nella zona centrale dei monti Bowers, e da qui fluisce verso sud scorrendo lungo il versante orientale della dorsale Hicks, fino ad unire il proprio flusso a quello del ghiacciaio Carryer tra l'estremità meridionale della suddetta dorsale e il monte Tokoroa.

## Storia
Il ghiacciaio Morley  è stato mappato da membri dello United States Geological Survey grazie a fotografie scattate durante ricognizioni aeree effettuate dalla marina militare statunitense nel periodo 1960-62, ed è stato poi così battezzato dal comitato consultivo dei nomi antartici in onore di Keith T. Morley, un osservatore e meteorologo australiano di stanza alla base di ricerca Little America V nell'inverno del 1958.